# Santa Maria di Sala
Santa Maria di Sala est une commune italienne de la ville métropolitaine de Venise dans la région Vénétie en Italie.

## Administration
| Période                                  | Période | Identité | Étiquette | Qualité |
| ---------------------------------------- | ------- | -------- | --------- | ------- |
|                                          |         |          |           |         |
| Les données manquantes sont à compléter. |         |          |           |         |

### Communes limitrophes
Borgoricco, Massanzago, Mirano, Noale, Pianiga, Villanova di Camposampiero

### Hameaux
Santa Maria di Sala, Caselle, Caltana, Veternigo, Stigliano, Sant'Angelo.

### Histoire du village de Caltana
Le village est situé au nord-est de Padoue sur la route de Venise. Il fut "quadrillé" par les Romains pour les besoins de l'agriculture intensive de la colonie de Patavium (Padoue). Depuis cette époque, le modelé du paysage de ce secteur reste le même.
Le village se trouve ainsi à l'intersection d'un decumanus et d'un cardo. Leur croisement marqua le centre du village et les villas Piatti et Muti furent les noyaux d'attraction économique.
Le nom de Caltana vient peut-être de la gens romaine Calptana.
Ses habitants surnomment Caltana, le jardin de Venise. Le paysage de la contrée ressemble à une broderie verte aux motifs carrés situé non loin de la lagune vénitienne. C'est un secteur sauvegardé aujourd'hui tant est grand l'intérêt de cette zone pour l'archéologie et l'étude du l'urbanisme rural.

### L'égliseSan Biagiode Caltana
L'église actuelle datant de 1759 remplace une ancienne église située au même endroit, et orientée selon l'usage. Sa façade est presque déjà néoclassique, rappelant celle d'un temple romain aux quatre pilastres surmontés de chapiteaux ioniques.
La décoration intérieure semble également allégée, dans une atmosphère très douce de couleurs de roses tendres légèrement orangés et de blancs crémeux.
Le peintre vénitien Francesco Zugno (1709-1787) a décoré l'église de fresques en 1775. Il a peint au plafond de la nef, une Apothéose de San Biagio. Dans le chœur, un tondo, représentant l'Allégorie de l'Église. Sur les murs du sanctuaire, Zugno a réalisé deux scènes figurant la Communion du Seigneur et le Sacrifice de Melchisedech. Une fresque de l'artiste reste invisible, recouverte par une couche de plâtre. Elle figure Moise et le Buisson ardent.
Une pala est située derrière le grand autel. Il semblerait que ce soit un épisode de la vie de saint Blaise (San Biagio) qui, malgré de nombreux repeints du XIXe siècle, est bien de la main de Zugno.
Enfin, signalons l'existence d'une série de quatorze huiles sur toiles, une Via Crucis, normalement située dans la nef, qui serait aussi de la main de Francesco Zugno
Les fresques sont très bien conservées et sont documentées et datées. Il s'agit certainement des dernières œuvres de la carrière de Francesco Zugno.

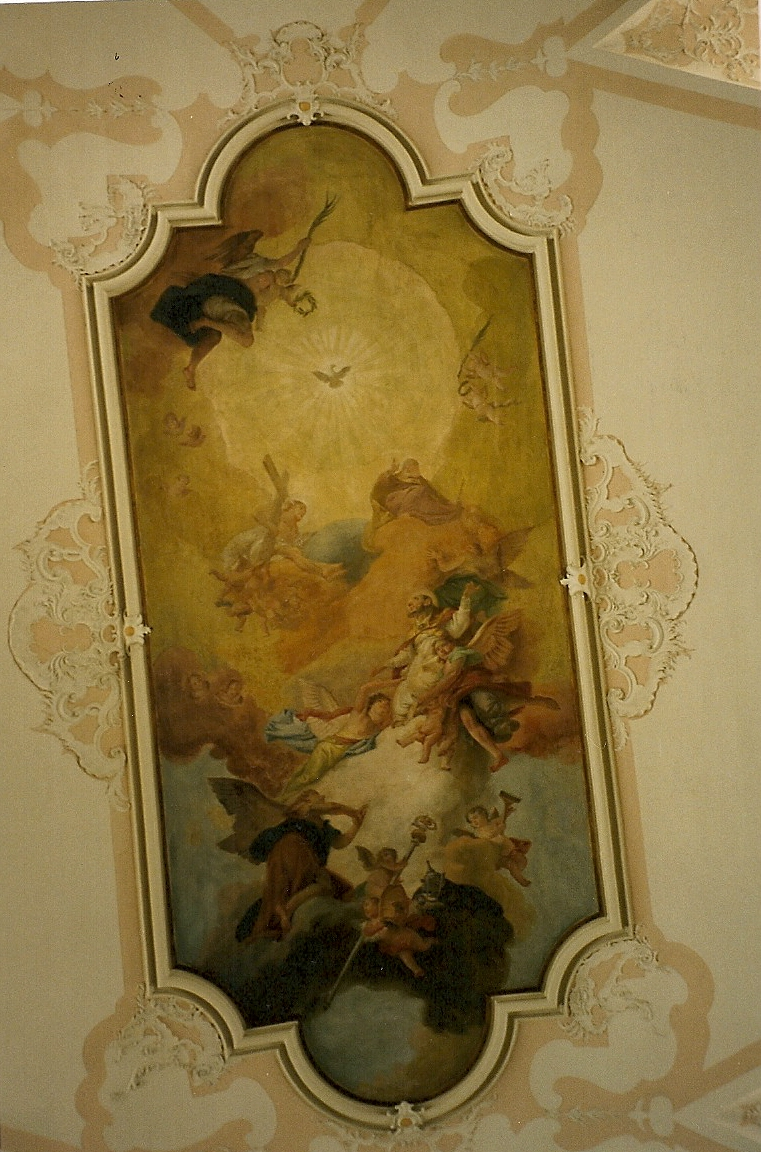
Apothéose de San Biagio, fresque de Zugno au plafond de l'église San Biagio de Caltana.

### Jumelages
- Lesina en Croatie depuis 2009.

## Culture
L'église paroissiale, de style néoclassique a été construite de 1790 à 1810. La villa Farsetti de style rococo est ornée de colonnes provenant d'un temple romain. Le parc, à l'abandon, comporte entre autres un labyrinthe et une serre.